# Геологія Іраку
Геологічна будова Іраку.
Територія країни розташована на зчленуванні Середземноморського геосинклінального пояса з аравійською частиною Африканської (Африкано-Аравійської) платформи і включає три основних елементи: північно-східну частину Африканської платформи, Месопотамський крайовий прогин та зовнішню міогеосинклінальну зону Загросу.
Більша частина країни є окраїною Африкано-Аравійської платформи, де розвинені недислоковані осадові відклади фанерозойського чохла потужністю 6,0-7,5 тис. м. У них локалізуються родовища фосфоритів, заліза, вапняків, доломітів, глин тощо. Головна частина платформної частини — антекліза Рутба, у ядрі якої на поверхню витіснені тріасові строкаті континентальні осади, глибина залягання докембрійського фундаменту в склепінчастій частині антеклізи Рутба 2-3 км.
Месопотамський крайовий прогин (північно-східна частина країни) виконаний потужною товщею теригенних, карбонатних та гідрохімічних осадів олігоцен-антропогенового віку. Потужність осадового мезозойсько-кайнозойського чохла становить 12-15 тис. м. На північному заході цієї зони оголюються теригенно-карбонатні відклади фанерозою, в її межах є родовища сірки, асфальту, кам'яної солі, свинцю, цинку, міді.
Зона Загросу (на крайньому північному сході) характерна складною лускувато-насувною будовою і розвитком вузьких і довгих (до 300 км) асиметричних складок утворених флішевими та карбонатними породами крейди-палеогену. Насувна зона має ширину 10-12 км, являє собою три насунені одна на одну пластини відкладів крейдового і палеогенового періоду. Тут відомі родовища руд заліза, свинцю і цинку, міді, хрому, нікелю, азбесту, тальку.
Сейсмічність. Ірак відрізняється надзвичайною контрастністю і нерегулярністю сейсмічного режиму. Найбільш високосейсмічна зона хребта Загрос.